# Beta de l'Escorpió
Beta de l'Escorpió (β Scorpii) és un sistema estel·lar múltiple de la constel·lació meridional del zodíac de l'Escorpió. Tenia el nom propi tradicional d'Acrab (de l'àrab العقرب al-'Aqrab, 'l'alacrà' o 'l'escorpí') però la Unió Astronòmica Internacional ara considera que aquest nom només aplica al component Aa de β Scorpii. També és també conegut com a Graffias, que en grec significa 'urpes'. No és, contràriament al que indica la seva denominació β, la segona estrella més brillant de la constel·lació de l'Escorpió, sinó la sisena.
Es tracta d'un sistema quíntuple d'estrelles, en què els seus dos principals integrants estan separades per 13,7 segons d'arc, orbitava una al voltant d'una altra cada 16.000 anys. Té al seu torn dues companyes, la primera a una distància d'uns 0,5 segons d'arc, i la segona a només 0,001 parsec i un període orbital de 6,8 dies el que fa que β¹ aparegui com una binària espectroscòpica. És així mateix una binària espectroscòpica situant-se la seva companya a només 0,1 parsecs de distància.